# ساكن الحرج المتلألئ
ساكن الحرج المتلألئ (الاسم العلمي: Bebearia micans)، نوع من الفراشات التي تتبع جنس ساكن الحرج وفصيلة الحورائيات. يوجد في نيجيريا والكاميرون والغابون وجمهورية الكونغو وجمهورية أفريقيا الوسطى وجمهورية الكونغو الديمقراطية.
تتغذى اليرقات على نبات Haumannia danckelmanniana.